# Brunettia mindanensis
Brunettia mindanensis är en tvåvingeart som beskrevs av Quate 1965. Brunettia mindanensis ingår i släktet Brunettia och familjen fjärilsmyggor.
Artens utbredningsområde är Filippinerna. Inga underarter finns listade i Catalogue of Life.